# 호조 히데토키
호조 히데토키(일본어: 北条英時 ほうじょう ひでとき[*])는 일본 가마쿠라 시대(鎌倉時代) 말기 호조씨(北条氏)의 일문으로 가마쿠라 막부(鎌倉幕府)의 마지막 진제이 단다이(鎮西探題, 재임 : 겐코(元亨) 원년 12월 25일(1322년 1월 13일) - 쇼쿄(正慶) 2년/겐코(元弘) 3년 5월 25일(1333년 7월 7일)). 아버지는 아카하시류(赤橋流) 출신의 호조 히사토키(北条久時)로, 가마쿠라 막부 마지막 싯켄(執権) 호조 모리토키(北条守時)의 동생이다. 아카하시 히데토키(일본어: 赤橋英時 あかはし ひでとき[*])라고도 한다.

## 생애
겐코(元亨) 원년(1321년) 12월 25일, 아소 유키토키(阿曾随時)의 뒤를 이어 진제이 단다이로 임명되어 하카타(博多)로 부임하였다.
동쪽으로부터 비롯된 가마쿠라 막부 타도 운동이 규슈에까지 번지고, 히데토키는 이러한 움직임을 제압하는 임무를 띠었다. 쇼쿄 2년/겐코(元弘) 3년(1333년) 3월 13일에는 고다이고 천황(後醍醐天皇)의 윤지(綸旨)를 받들고 공격해 오는 기쿠치 다케토키(菊池武時)를 쇼니 사다쓰네(少弐貞経)나 오토모 사다무네(大友貞宗) 등과 함께 반격해 다케토키를 패사시키고, 나아가 히데토키의 양자로 히젠 슈고(肥前守護)를 맡고 있던 기쿠 다카마사(規矩高政)에게 기쿠치 씨(菊池氏)나 아소 씨(阿蘇氏)를 비롯한 반(反)막부 잔당 세력 추토를, 3월 26일에는 마쓰라 씨(松浦氏)에게 오스미(大隅) ・ 노베(野辺) ・ 시부야(渋谷) 등의 반막부 세력 공격을 맡게 하였다. 그러나 이로 인해 하카타의 방비는 허술해졌고 4월 7일에 아키(安芸)의 미이케 씨(三池氏) 등을 소집하여 하카타 방어를 맡기게 되었다.
5월 7일에 교토(京都)에서 로쿠하라 단다이(六波羅探題)가 아시카가 다카우지(足利尊氏) 등에 의해 함락되었다는 정보가 규슈에까지 전해졌고, 그때까지 호조 씨를 따르던 쇼니 사다쓰네나 오토모 사다무네, 나아가 사쓰마(薩摩)의 시마즈 사다히사(島津貞久) 등도 이반하여 공격해 왔다. 히데토키는 목숨을 걸고 막아 싸웠으나 5월 25일에 하카타에서 가나자와 다네토키(金沢種時)를 비롯한 일족 240명(340명이라고도)과 함께 자결하였다. 도쿠소(得宗) 호조 다카토키(北条高時) 등을 비롯한 호조 일문이 가마쿠라(鎌倉) 도쇼지(東勝寺)에서 자결한 사흘 뒤의 일이었다.

## 인물상
히데토키는 와카(和歌)에 뛰어난 교양인이기도 했고, 『쇼카와카슈』(松花和歌集)나 『쇼쿠게겐바와카슈』(続現葉和歌集)、『린에이와카슈』(臨永和歌集) 등에 히데토키가 지은 다수의 작품이 실려 있으며, 가마쿠라 시대 말기 규슈 니조파(九州二条派)의 와카계(界)의 중심이었다고 평가된다. 또한 히데토키가 단다이 재임 중에 발급한 약 100여 통의 서장(書状) 등이 오늘날까지 남아 있어, 중요한 역사적 자료로 사용되고 있다.
일본의 소설가로 가마쿠라 막부 말기에서 남북조 시대까지를 배경으로 다룬 소설 『사본태평기』(私本太平記)를 집필한 요시카와 에이지(吉川英治)는 작중에서 「다스리기 어려운 땅이라는 규슈(九州)에서 10년도 넘게 단다이직을 맡았던 히데토키의 능력, 인망은 여느 인간보다 뛰어났다. 훗날 (조정의 적으로 몰려 쫓기게 된) 아시카가 다카우지가 규슈에서 세를 만회할 때에도 (앞서 히데토키의 누이동생인 아카하시 도코를 정실로 맞이했던 다카우지가) 히데토키의 의제(義弟)였다는 점이 규슈 지역 호족들의 마음을 움직이는 한 원인이 되었던 것은 아닐까」라고 고찰하고 있다.